# زاواده (شهرستان گووداپ)
زاواده (به لهستانی:  Zawady) یک روستا در لهستان است که در گمینا بانگه مازورسکیه واقع شده‌است. زاواده ۲۰۰ نفر جمعیت دارد.